# 舍夫琴卡 (羅茲多爾市鎮)
47°18′33″N 35°21′17″E / 47.30917°N 35.35472°E
舍夫琴卡（烏克蘭語：Шевченка）是位於烏克蘭東南部的村莊，由扎波羅熱州瓦西里夫卡區的羅茲多爾市鎮負責管轄。該村始建於1921年，面積0.47平方公里，海拔高度90米，2001年人口114，人口密度每平方公里242.6人。